# الرحامنه
الرحامنه (به عربی: الرحامنة) یک منطقهٔ مسکونی در مصر است که در استان دمیاط واقع شده‌است.

## خصوصیات
الرحامنة ۱۰۰٬۰۰۰ نفر جمعیت دارد.